# Appellationsgericht Trient
Das Appellationsgericht Trient war ein kurzlebiges bayerisches Appellationsgericht mit Sitz in Trient. Es war für den Etschkreis als Berufungsgericht zuständig.
Durch den Frieden von Pressburg wurde Trient Ende 1805 bayrisch. Als Teil der Reformen von Maximilian von Montgelas wurden in Bayern 1808 Kreise eingerichtet. Durch das Organische Edikt über die Gerichtsverfassung vom 24. Juli 1808, Teil III wurden die bisherigen Hofgerichte durch Appellationsgerichte ersetzt. Für das Gebiet des neuen Etschkreises war vorläufig das Hofgericht für Schwaben zuständig gewesen. Nun wurde das Appellationsgericht Trient eingerichtet und nahm zum 1. Januar 1809 die Geschäfte auf.
Nachdem der Etschkreis 1810 von Bayern an das Königreich Italien abgetreten wurde, endete die kurze Geschichte des Gerichtes. Im Königreich Italien wurde das Berufungsgericht in Brescia und nicht in Trient eingerichtet.